# L'Homme à la tête coupée
Pour plus de détails, voir Fiche technique et Distribution.
L'Homme à la tête coupée (Las ratas no duermen de noche) est un film franco-espagnol réalisé en 1973 par Juan Fortuny et sorti en 1976.

## Synopsis
Le chef d'un groupe de malfrats, Jack, est blessé à la tête lors du braquage d'une bijouterie. Il est conduit chez le médecin. Afin de le sauver, on a recours à l'utilisation d'une tête tranchée susceptible de permettre une greffe de cerveau. Le résultat de cette opération est inattendu : Jack se transforme en tueur que nul ne peut raisonner.

## Fiche technique
- Titre : L'Homme à la tête coupée
- Titre original : Las ratas no duermen de noche
- Autre titre : Le Viol et l'enfer des X
- Réalisation : Juan Fortuny
- Scénario : Juan Fortuny, Marius Lesœur et H. L. Rostaine
- Photographie : Raymond Heil
- Décors : Juan Alberto
- Son : Pierre Goumy
- Musique : Daniel White
- Montage : Alberto G. Nicolau
- Pays d'origine :  France -  Espagne
- Production : Eurociné - Europrodis - Producciones Miguel Mezquíriz
- Genre : fantastique[1]
- Durée : 87 minutes
- Date de sortie : France - 19 septembre 1976

## Distribution
- Paul Naschy : Jack Surnett
- Silvia Solar : Ana
- Olivier Mathot : Henry
- Evelyne Scott : Barbara
- Claude Boisson : Paul
- Gilda Anderson : Ingrid
- Pierre Biet : André
- Monique Gérard : La bouquetière
- Alain Hardy : villageois
- Víctor Israel : Karl
- Richard Kolin : Willy
- Antonia Lotito : Emmy
- Roberto Mauri : le sadique
- Carlos Otero : le docteur Ritter
- César Ojinaga